# Коровкин, Борис Фёдорович
Борис Фёдорович Коровкин (1923—1999) — советский учёный-медик, биохимик, организатор здравоохранения и медицинской науки, доктор медицинских наук (1966), профессор (1970), полковник медицинской службы (1969). Член-корреспондент АМН СССР (1980).

## Биография
Родился 1 мая 1923 года в Москве.
В 1941 году окончил Московскую среднюю школу с золотой медалью. С 1941 по 1946 годы проходил обучение в Военно-медицинской академии имени С. М. Кирова. С 1946 по 1952 год служил в Советской армии в должности полкового и дивизионного врача Дальневосточного военного округа. С 1952 по 1953 год обучался по специальности биохимика на факультете усовершенствования врачей Военно-медицинской академии имени С. М. Кирова. С 1953 по 1964 год — начальник лабораторного отделения 442-го окружного военного госпиталя Ленинградского военного округа.
С 1964 по 1969 год — старший научный сотрудник, с 1969 по 1977 год — старший преподаватель кафедры биологической химии. С 1977 по 1983 год — начальник кафедры биологической химии Военно-медицинской академии имени С. М. Кирова и одновременно с 1969 по 1983 годы — главный специалист Министерства обороны СССР по лабораторной тематике. С 1983 по 1989 год — директор Института медицинской энзимологии АМН СССР.
В 1958 году Б. Ф. Коровкин защитил диссертацию на соискание учёной степени кандидата медицинских наук по теме «Влияние стрептомицина на обмен пировиноградной кислоты в животных тканях», а в 1966 году — диссертацию на соискание учёной степени доктора медицинских наук по теме «Ферменты и изоферменты сердечной мышцы и сыворотки крови в норме и при остром инфаркте миокарда». В 1970 году Б.Ф. Коровкину было присвоено учёное звание профессора. В 1980 году был избран член-корреспондентом АМН СССР. В 1969 году ему было присвоено воинское звание полковника медицинской службы.
Основная научно-педагогическая деятельность Б. Ф. Коровкина была связана с вопросами в области биохимии мышц, клинической энзимологии и биохимии экстремальных состояний. Б. Ф. Коровкин являлся председателем Всесоюзного научного общества врачей-лаборантов, председателем Секции биохимии мышц и членом Президиума Всесоюзного биохимического общества. Б. Ф. Коровкин являлся автором более 180 научных трудов, в том числе и девяти монографий, им было подготовлено 30 кандидатов и 5 докторов наук.
19 марта 2001 года Постановлением Правительства России «за учебник „Биологическая химия“» Борис Фёдорович Коровкин посмертно был удостоен Премии Правительства Российской Федерации в области науки и техники.
Скончался 14 января 1999 года в Москве. Похоронен на Ваганьковском кладбище.

## Основные труды
- Ферменты в диагностике инфаркта миокарда / Под ред. чл.-кор. АМН СССР проф. И. И. Иванова. - Ленинград : Медицина. Ленингр. отд-ние, 1965 г. — 128 с.
- Ферменты в жизни человека / Ленинград : Медицина. Ленингр. отд-ние, 1972 г. — 85 с.
- Биохимические исследования в клинике / Ф. И. Комаров, Б. Ф. Коровкин, В. В. Меньшиков. - Ленинград : Медицина. Ленингр. отд-ние, 1976 г. — 383 с.
- Биохимические исследования в клинике / Ф. И. Комаров, Б. Ф. Коровкин, В. В. Меньшиков. - Элиста : Джангар, 1998 г. — 249 с. — ISBN 5-7102-0211-8
- Биохимические показатели в клинике внутренних болезней : Справочник / Комаров Ф. И., Коровкин Б. Ф. - М. : МЕДпресс, 1999 г. — 228 с. — ISBN 5-93059-017-6
- Биохимические исследования в клинике / Комаров Ф. И., Коровкин Б. Ф., Меньшиков В. В. - М. ; Элиста : Джангар, 2001 г. — 215 с. — ISBN 5-7102-0268-1
- Биохимические показатели в клинике внутренних болезней : Справочник / Ф.И. Комаров, Б.Ф. Коровкин. - М. : МЕДпресс, 2002 г. — 207 с. — ISBN 5-9011712-38-2
- Биологическая химия : учебник для студентов медицинских вузов / Т. Т. Березов, Б. Ф. Коровкин. - Изд. 3-е, стер. - Москва : Медицина, 2007 г. — 703 с. — ISBN 5-225-04685-1

## Награды и премии
- Орден Отечественной войны II степени (06.04.1985[6])
- Орден Красной Звезды (30.12.1956)
- Медаль «За боевые заслуги» (19.11.1951)
- Медаль «За победу над Германией в Великой Отечественной войне 1941—1945 гг.»

### Премии
- Премия имени С. В. Вавилова (1970 — «За разработку первых отечественных образцов биохимических автоматов»)
- Премия АМН СССР имени В. С. Гулевича (1978 — За монографию «Биохимия мышц»)
- Премия АМН СССР имени С. П. Боткина (1985 — За монографию «Биохимические исследования в клинике»)
- Премия АМН СССР имени Н. И. Пирогова (1994 — За учебник «Биологическая химия»)
- Премия Правительства Российской Федерации в области науки и техники (2001[7])